# Laibach (альбом)
Laibach — дебютный студийный альбом словенской индастриал-группы Laibach, вышедший в 1985 году.
Диск был записан 27 апреля 1985 года, но был запрещён в Югославии и официально был выпущен только в 1991 году.
Был переиздан в 1999 году с добавленными тремя песнями.

## Список композиций
1. Cari Amici (Дорогие друзья) — 1:51
2. Sila (Сила) — 4:02
3. Sredi Bojev (В битвах) — 8:08
4. Država (Государство) — 4:31
5. Dekret (Декрет) — 4:12
6. Mi kujemo bodočnost (Мы создаём будущее) — 4:45
7. Brat moj (Брат мой) — 5:54
8. Panorama (Панорама) — 4:37

## Добавлены в 1991 году
1. Policijski hit (Полицейский удар) — 3:28
2. 1. TV generacija (Первое поколение ТВ) — 2:59

## Добавлены в 1999 году
1. Der Zivilisation (Цивилизация)
2. L’Homme armé (Вооружённый человек)
3. One Plus One (Один плюс один)